# Tatopani (Jumla)
Pour les articles homonymes, voir Tatopani.
Tatopani (en népalais : तातोपानी) est un comité de développement villageois du Népal situé dans le district de Jumla. Au recensement de 2011, il comptait 5 079 habitants.
Tatopani signifie « eau chaude ». Les sources chaudes de 40 à 60 degrés se versent dans deux bassins maçonnés près de la rivière, et non plus dans des vasques naturelles. Les brahmanes viennent y faire leurs ablutions et les femmes en sari rouge s’y baignent.
Ce village est une étape de trek de l'Annapurna.